# Míssil balístic d'abast intermedi
Un míssil balístic d'abast intermedi (MBAI) és un míssil balístic amb un abast de 3.000-5.500 km, entre un míssil balístic d'abast mitjà i un míssil balístic intercontinental. La classificació dels míssils per abast és fet principalment per conveniència, en principi hi ha molt poca diferència entre un MBI de curt abast i un MBAI de llarg abast. La definició d'abast usada aquí és la determinada dins de l'Agència de Defensa contra Míssils (de l'anglès: Missile Defense Agency) nord-americana. Altres fonts inclouen una categoria addicional, el míssil balístic de llarg abast (de l'anglès: Long-Range Ballistic Missile,LRBM), per descriure míssils amb un abast entre els MBAI i els veritables MBI. El terme més modern míssil balístic de teatre abasta els MBAI, MBAM i MBAC, que inclou qualsevol míssil balístic amb un abast inferior a 3.500 km.
Míssils MBAI són principalment operats per l'Índia i Israel. S'estima que altres països, com ara Pakistan, Iran, Líbia i Corea del Nord, estan desenvolupant aquest tipus de míssils. Els Estats Units, la USSR, la República Popular de la Xina, el Regne Unit i França van operar aquest tipus de míssils.

## Història
El progenitor de l'MBAI va ser el coet A4b amb ales per augmentar l'abast i basat en el famós V2 (Vergeltung, o "Represàlia", oficialment anomenat coet  A4) dissenyat per Wernher von Braun àmpliament usat per l'Alemanya Nazi cap al final de la Segona Guerra Mundial per bombardejar ciutats angleses i belgues. El A4b era el prototip per a l'etapa superior del coet A9/A10. L'objectiu del programa era construir un míssil capaç de bombardejar Nova York quan es llancés des de França o Espanya (vegeu Amerika Bomber). Els coets A4b van ser provats unes poques vegades el desembre de 1944, i gener i febrer de 1945. Tots aquests coets usaven propel·lent líquid. El A4b usava un sistema de guiat inercial, mentre que el A9 hauria estat controlat per un pilot. Aquests coets serien llançats des d'una plataforma de llançament no mòbil.
Després de la Segona Guerra Mundial von Braun i altres científics nazis van ser transferits secretament als Estats Units per treballar amb l'Exèrcit dels Estats Units en l'Operació Paperclip en el desenvolupament de la V-2 per ser usada com una arma pels Estats Units.

## MBAI operacionals
- Agni-III (3500-5500 km) (Índia)
- Jericho-IIB (2.800 km) (Israel) [4]

## En desenvolupament
- Shaheen-III (4000-4500 km) (Pakistan)
- Ghauri-III (3000-3500 km) (Pakistan)
- Musudan (3500-4000 km) (Corea del Nord)
- Shahab-5 (4000-5000 km) (Iran) [5]

## MBAI retirats
- RSD-10 Pioneer (SS-20) (5.500 km) (USSR)
- DF-3A (4.000 km) ( Xina)
- DF-3 (2.500 km) ( Xina)
- MBAI S2 (2.750 km) (França)
- MBAI S3 (3.500 km) (França)
- PGM-17 Thor (1850-3700 km) (Estats Units)  i (Regne Unit)